# Szurdokpüspöki
Szurdokpüspöki is een plaats (község) en gemeente in het Hongaarse comitaat Nógrád. Szurdokpüspöki telt 1949 inwoners (2001).